# Unión Deportiva Somozas
La Unión Deportiva Somozas es un equipo de fútbol español del municipio de Somozas (Galicia). Fue fundado en 1984 y juega en el Grupo I de Tercera División RFEF.

## Historia
A finales de los noventa fue varias temporadas filial del Racing Club de Ferrol. El 19 de enero de 2014 falleció su presidente Manuel Candocia Ramos, a causa de un infarto mientras presenciaba un partido.

## Campo de fútbol
El campo de juego es el Complexo Deportivo Alcalde Manuel Candocia, con capacidad para 300 espectadores, anteriormente conocido como Pardiñas.

## Datos del club
- Temporadas en Primera División: 0.
- Temporadas en Segunda División: 0.
- Temporadas en Segunda División B: 3.
- Temporadas en Tercera División: 15.
- Mejor puesto en la liga: 8.º (Segunda División B, temporada 2015/16).
- Participaciones en la Copa del Rey: 1

| Temporada | Nivel | Categoría      | Puesto |
| --------- | ----- | -------------- | ------ |
| 1985/86   | 7     | 2.ª Autonómica | 4.º    |
| 1986/87   | 6     | 1.ª Autonómica | 9.º    |
| 1987/88   | 6     | 1.ª Autonómica | 3.º    |
| 1988/89   | 6     | 1.ª Autonómica | 5.º    |
| 1989/90   | 6     | 1.ª Autonómica | 1.º    |
| 1990/91   | 6     | 1.ª Autonómica | 1.º    |
| 1991/92   | 5     | Preferente     | 9.º    |
| 1992/93   | 5     | Preferente     | 2.º    |
| 1993/94   | 4     | 3.ª            | 13.º   |
| 1994/95   | 4     | 3.ª            | 17.º   |
| 1995/96   | 4     | 3.ª            | 15.º   |
| 1996/97   | 4     | 3.ª            | 12.º   |
| 1997/98   | 4     | 3.ª            | 17.º   |
| 1998/99   | 4     | 3.ª            | 20.º   |
| 1999/00   | 7     | 2.ª Autonómica | 2.º    |
| 2000/01   | 7     | 2.ª Autonómica | 1.º    |
| 2001/02   | 7     | 2.ª Autonómica | 1.º    |
| 2002/03   | 7     | 2.ª Autonómica | 1.º    |
| 2003/04   | 7     | 2.ª Autonómica | 2.º    |
| 2004/05   | 7     | 2.ª Autonómica | 1.º    |

| Temporada | Nivel | Categoría      | Puesto | Copa del Rey |
| --------- | ----- | -------------- | ------ | ------------ |
| 2005/06   | 7     | 2.ª Autonómica | 1.º    |              |
| 2006/07   | 6     | 1.ª Autonómica | 2.º    |              |
| 2007/08   | 5     | Preferente     | 2.º    |              |
| 2008/09   | 4     | 3.ª            | 11.º   |              |
| 2009/10   | 4     | 3.ª            | 16.º   |              |
| 2010/11   | 4     | 3.ª            | 5.º    |              |
| 2011/12   | 4     | 3.ª            | 11.º   |              |
| 2012/13   | 4     | 3.ª            | 12.º   |              |
| 2013/14   | 4     | 3.ª            | 1.º    |              |
| 2014/15   | 3     | 2.ªB           | 10.º   | 2.ª ronda    |
| 2015/16   | 3     | 2.ªB           | 8.º    |              |
| 2016/17   | 3     | 2.ªB           | 20.º   |              |
| 2017/18   | 4     | 3.ª            | 6.º    |              |
| 2018/19   | 4     | 3.ª            | 14.º   |              |
| 2019/20   | 4     | 3.ª            | 15.º   |              |
| 2020/21   | 4     | 3.ª            | 5.º    |              |
| 2021/22   | 5     | 3.ª RFEF       | 3.º    |              |
| 2022/23   | 5     | 3.ª RFEF       |        |              |